# Agapetus halong
Agapetus halong är en nattsländeart som beskrevs av Olah 1988. Agapetus halong ingår i släktet Agapetus och familjen stenhusnattsländor. Inga underarter finns listade i Catalogue of Life.